# August Dillmann
Christian Friedrich August Dillmann (ur. 25 kwietnia 1823 w Illingen, zm. 4 lipca 1894 w Berlinie) – niemiecki biblista, orientalista i teolog. 
Absolwent Uniwersytetu w Tybindze. Autor prac egzegetycznych na temat Starego Testamentu. Sporządził katalog manuskryptów etiopskich dla Muzeum Brytyjskiego i Bodleian Library oraz wydanie etiopskiego Starego Testamentu, z którego opublikowane zostały trzy tomy:
- Tom I: od Księgi Rodzaju do Księgi Rut
- Tom II: 1 i 2 Księga Samuela oraz 1 i 2 Księga Królewska
- Tom III: apokryfy.

Przetłumaczył apokryfy Starego Testamentu: Księgę Henocha, Księgę Jubileuszów oraz Wniebowstąpienie Izajasza.
Był członkiem Królewskiej Akademii Nauk w Berlinie.